# Hasloch
Hasloch er en kommune i Landkreis Main-Spessart i regierungsbezirk Unterfranken i den tyske delstat Bayern. Den er en del af Verwaltungsgemeinschaft Kreuzwertheim.

## Geografi
Hasloch ligger i Region Würzburg.
I kommunen ligger ud over Hasloch, landsbyen Hasselberg.